# Harrison Ford (cine mudo)
Harrison Ford (Kansas City, Misuri, 16 de marzo de 1884-Los Ángeles, 2 de diciembre de 1957) fue un actor estadounidense de la era del cine mudo de los años 10 y 20.

## Biografía
Nacido en la ciudad de Kansas City, Harrison Ford comenzó a actuar e hizo su debut en Broadway en 1904. Comenzó a trabajar en cine en 1915 y se mudó a Hollywood. Actuó con estrellas tales como Constance Talmadge, Norma Talmadge, Marie Prevost, Marion Davies, y Clara Bow.
Harrison Ford fue uno de los actores para los que el advenimiento del cine sonoro significó el fin de su carrera, haciendo su última aparición en una película en 1932.
En su única película hablada (Love  in High Gear) se le escucha una agradable voz de barítono, pero se le nota levemente incómodo.  Volvió a actuar en teatro y dirigió producciones para el Pequeño Teatro de los Verdugos en Glendale (California).
Durante la Segunda Guerra Mundial, viajó con la United Service Organizations (USO).   
Al comienzo de los 50, fue atropellado por un automóvil mientras caminaba. Nunca se recuperó por las severas heridas que recibió, y murió en 1957 en el Motion Picture & Television Country House and Hospital en Woodland Hills, California. Fue enterrado en el parque cementerio Forest Lawn Memorial en Glendale.
Por su contribución a la industria cinematográfica, Harrison Ford tiene una estrella en el Paseo de la Fama de Hollywood, 6733 Hollywood Boulevard, Hollywood, California.

## Filmografía
- Love in High Gear (1932) como Donald Ransome.
- Her Husband's Women (1929).
- The Flattering Word (1929).
- The Rush Hour (1928) como Dan Morley.
- Three Weekends (1928) como Turner.
- Just Married  (1928) como Jack Stanley.
- Golf Widows (1928) como Charles Bateman.
- A Blonde for a Night (1928) como Bob.
- Let 'Er Go Gallegher (1928) como Henry Clay Callahan.
- A Woman Against the World (1928) como Schuyler Van Loan.
- The Girl in the Pullman (1927) como el doctor Donald A. Burton.
- The Rejuvenation of Aunt Mary (1927) como Jack Watkins.
- No Control (1927) como John Douglas Jr.
- Night Bride(1927) como Stanley Warrington.
- Rubber Tires (1927) como Bill James.
- The Nervous Wreck (1926) como Henry Williams.
- Almost a Lady (1926) como William Duke.
- Up in Mabel's Room (1926) como Garry Ainsworth.
- Sandy (1926) como Ramon Worth.
- Hell's 400 (1926) como John North.
- The Song and Dance Man (1926) como Joseph Murdock.
- That Royle Girl (1925) como Fred Ketlar.
- Lovers in Quarantine (1925) como Anthony Blunt.
- The Wheel (1925) como Ted Morton.
- Sally of the Sawdust (1925).
- The Marriage Whirl (1925) como Tom Carrol.
- Zander the Great (1925) como Dan Murchinson.
- Proud Flesh (1925) como Don Jaime.
- The Mad Marriage (1925).
- Janice Meredith (1924) como Charles Fownes.
- The Price of a Party (1924) como Robert Casson.
- The Average Woman (1924) como Jimmy Munroe.
- Three Miles Out (1924) como John Locke.
- A Fool's Awakening (1924) como John Briggs.
- Maytime (1923) como Richard Wayne.
- Bright Lights of Broadway (1923) como Thomas Drake.
- Little Old New York (1923) como Larry Delevan.
- Vanity Fair (1923) como George Osborne.
- When Love Comes (1922) como Peter Jamison.
- Shadows (1922) como John Malden.
- The Old Homestead (1922) como Reuben Whitcomb.
- The Primitive Lover (1922) como Héctor Tomley.
- Her Gilded Cage (1922) como Lawrence Pell.
- Find the Woman (1922) como Philip Vandevent.
- Smilin' Through (1922) como Kenneth Wayne/Jeremiah Wayne.
- Esposas frívolas (Foolish Wives) (1922) (no acreditado) como Rude Soldier/Armless Soldier.
- Love's Redemption (1921/I) como Clifford Standish.
- The Wonderful Thing (1921) como Donald Mannerby.
- A Heart to Let (1921) como Burton Forbes.
- Wedding Bells (1921) como Reginald Carter.
- Passion Flower (1921) como Norbert.
- Her Beloved Villain (1920) como Martinot.
- Oh, Lady, Lady (1920) como Hale Underwood.
- Food for Scandal (1920) como Watt Dinwiile.
- A Lady In Love (1920) como Brent.
- Miss Hobbs (1920) como Wolff Kingsearl.
- Easy to Get (1920) como Bob Morehouse.
- Young Mrs. Winthrop (1920) como Douglas Winthrop.
- Hawthorne of the U.S.A. (1919) como Rodney Blake.
- The Lottery Man (1919) como Foxhall Peyton.
- The Third Kiss (1919) como Oliver Cloyne.
- Girls (1919) como Edgar Holt.
- Happiness a la Mode (1919) como Richard Townsend.
- The Veiled Adventure (1919) como Richard Annesly.
- Experimental Marriage/Saturday to Monday (1919) como Foxcroft Grey.
- You Never Saw Such a Girl (1919) como Eric Burgess.
- Romance and Arabella (1919) como Bill.
- Who Cares? (1919) como Martin Grey.
- A Lady's Name (1918) como Noel Corcoran.
- Mrs. Leffingwell's Boots (1918) como el señor Leffingwell.
- Such a Little Pirate (1918) como Rory O'Malley.
- The Cruise of the Make-Believes (1918) como Gilbert Byfield.
- Sauce for the Goose (1918) como John Constable.
- A Pair of Silk Stockings (1918) como Sam Thornhill.
- Good Night, Paul (1918) como Paul Boudeaux.
- Viviette (1918) como Austin Ware.
- Unclaimed Goods (1918) como Danny Donegan.
- A Petticoat Pilot (1918) como Crawford Smith.
- Molly Entangled (1917) como Barney Malone.
- The Sunset Trail (1917) como Kirk Levington.
- On the Level (1917) como Joe Blanchard.
- The Crystal Gazer (1917) como Dick Alden.
- A Roadside Impresario (1917) como Craig Winton.
- The Tides of Barnegat (1917) como Sidney Gray.
- The Mysterious Mrs. Musslewhite (1917) como Raymond Van Seer.
- Anton the Terrible (1916) como David Burkin.
- Excuse Me (1915) como el teniente Harry Mallory.